# لو آلن
لو آلن (انگلیسی: Lew Allen; ۳۰ سپتامبر ۱۹۲۵ – ۴ ژانویهٔ ۲۰۱۰) ژنرال نیروی هوایی ایالات متحده آمریکا بود، که در فاصله سال‌های ۱۹۷۸ تا ۱۹۸۲ به‌عنوان دهمین رئیس ستاد نیروی هوایی فعالیت می‌کرد.
آلن فعالیت نظامی را از سال ۱۹۴۳ در نیروی هوایی آمریکا آغاز کرد، از ۱۹۶۹ تا ۱۹۷۰ مدیر سیستم‌های فضایی پنتاگون بود، در فاصله سال‌های ۱۹۷۳ تا ۱۹۷۷ به‌عنوان مدیر آژانس امنیت ملی فعالیت می‌کرد، از ۱۹۷۷ تا ۱۹۷۸ فرماندهی سامانه‌های نیروی هوایی را برعهده داشت و از ۱۹۸۲ تا ۱۹۹۰ ششمین مدیر آزمایشگاه پیش‌رانش جت بود.